# Joe Brown (pugile)
Joe Brown (Baton Rouge, 18 maggio 1926 – 4 dicembre 1997) è stato un pugile statunitense, campione del mondo dei pesi leggeri dal 1956 al 1962.

## Carriera
Pugile afroamericano, divenne professionista nel 1943. 
Ebbe fama di pugile legato alla mafia italoamericana. Nel 1955, durante una tournée a Miami, Duilio Loi fu avvicinato dagli emissari di Frankie Carbo, un esponente della mafia che controllava le scommesse di pugilato. Gli proposero tre incontri combinati per il titolo mondiale dei leggeri contro Joe Brown. Loi rifiutò. Fatto sta che nel 1956 Brown conquistò il titolo mondiale dei pesi leggeri.
Difese il titolo per ben 11 volte. Nel 1958 mise KO all'ottava ripresa Ralph Dupas, futuro campione mondiale dei pesi medi junior e avversario di Sandro Mazzinghi.
Il 3 giugno 1959 a Washington mise in palio la corona mondiale contro l'italiano Paolo Rosi e lo sconfisse per knock-out tecnico all'8º round. Il 7 dicembre 1960, alla Fiera di Milano, in un match senza titolo in palio, fu sconfitto ai punti da Giordano Campari.
Nel 1961 il suo match vinto ai punti in quindici riprese contro il britannico Dave Charnley fu dichiarato Combattimento dell'anno dalla rivista statunitense Ring Magazine. Nello stesso anno la rivista specializzata elesse Brown Fighter of the year (pugile dell'anno).
Perse il titolo mondiale il 21 aprile 1962 dai pugni del portoricano Carlos Ortiz, già campione del mondo dei welter junior e tre volte avversario di Duilio Loi.
Quarantenne, l'11 marzo 1966 ha perso ai punti a Roma contro il giovane promettente Bruno Arcari.
La International Boxing Hall of Fame lo ha ammesso fra i più grandi pugili di ogni tempo. Nel 2002 Ring Magazine lo ha inserito al 48º posto in una propria classifica degli 80 migliori pugili degli ultimi 80 anni. Nel 2001 la medesima rivista lo ha collocato al 6º posto in una propria classifica dei migliori pesi leggeri della storia del pugilato.